# Алипашино поље
Алипашино поље је сарајевско градско насеље у општини Нови Град. Састоји се од три фазе: Фаза А, Фаза Б и Фаза Ц, које обухватају шест мјесних заједница. У њима, по процјенама, живи око 30.000 становника, и тиме спада међу највећа насеља у граду.
Стамбено насеље је настајало и грађено у периоду између 1974. и 1979. године, по генералном плану развоја града Сарајева из 1964. године. Стамбене зграде имају од 4 до 18 спратова. 
На Алипашином пољу се налази зграда БХРТа, бивша ТВ Сарајево.